# Tulln Triathlon

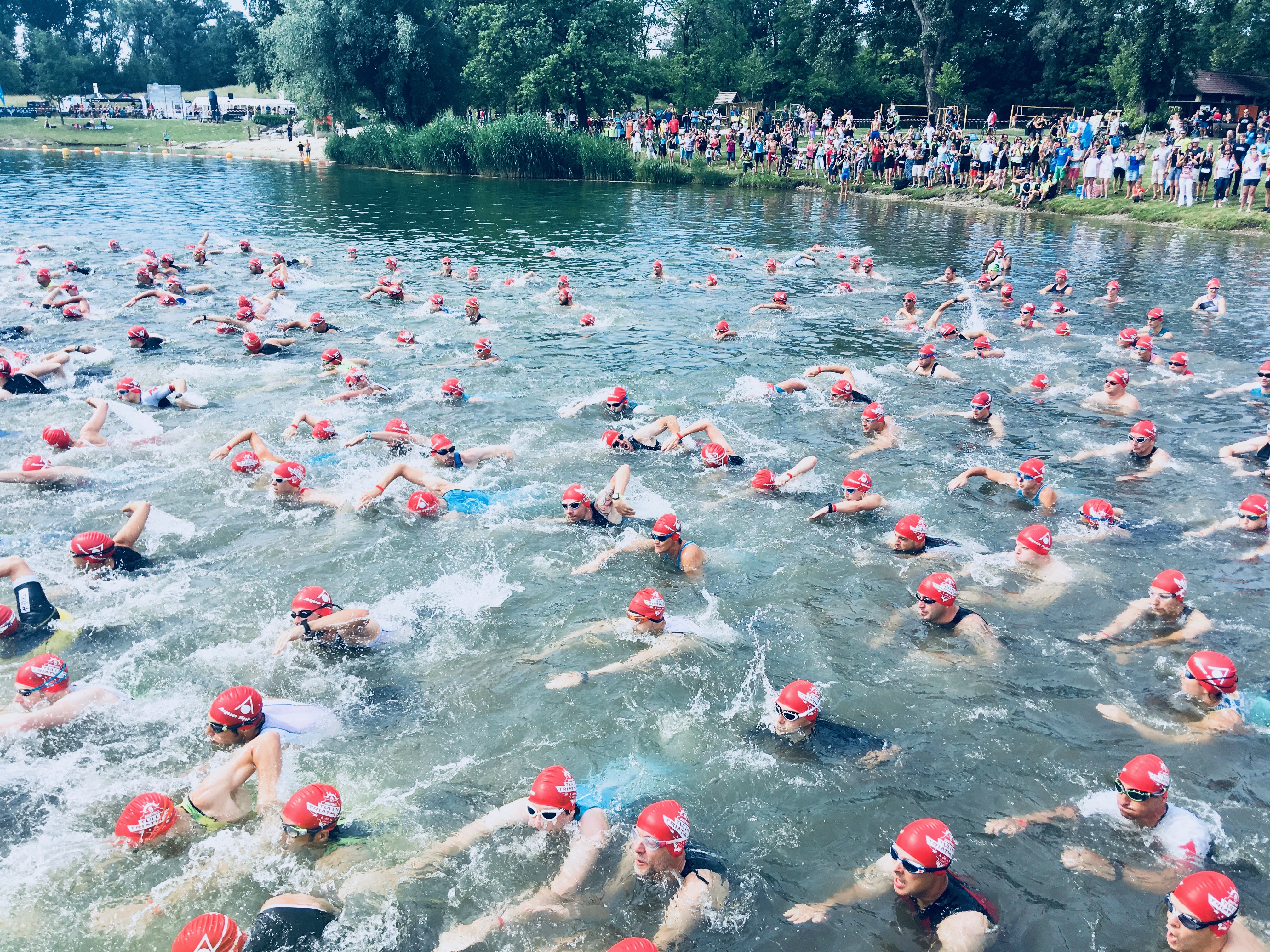
Schwimmstart

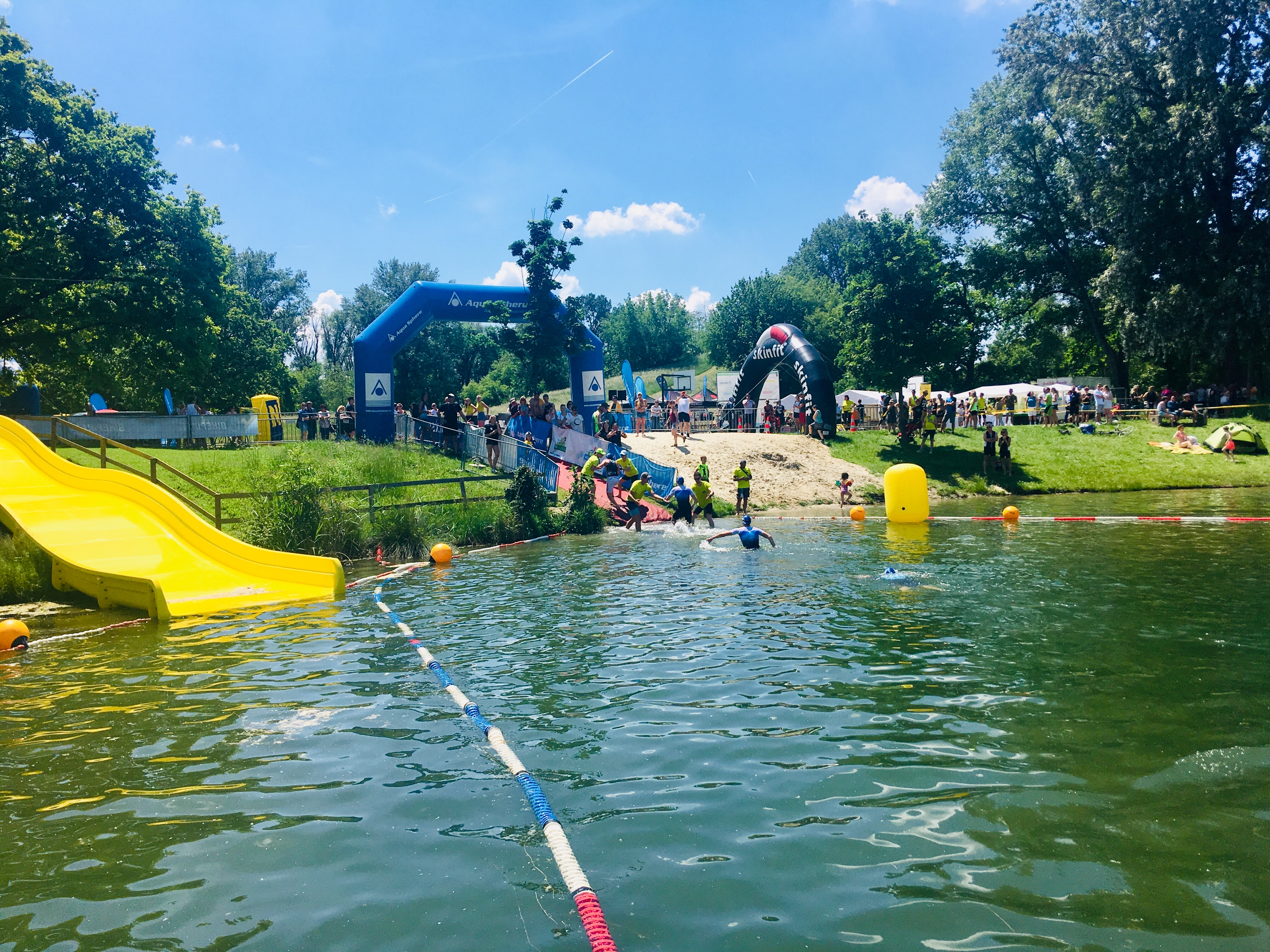
Schwimmausstieg

Der Tulln Triathlon ist eine Triathlon-Sportveranstaltung, die von 2016 bis 2019 jährlich am ersten Wochenende im Juni im österreichischen Tulln ausgetragen wurde.

## Organisation
Der Tulln Triathlon wurde vom Verein TriTeam Tulln veranstaltet. Initiator des Bewerbes, sowie Gründer des Vereins war Patrick Nicolas Schiel, der sich in den Vorbereitungen mit Kristina Zehetner zusammenschloss.
Der Triathlon fand in bzw. rund um das Tullner Aubad statt. Hier wurde geschwommen, die Radstrecke führte durch das Tullner Becken und die Laufstrecke führte wieder durch das Tullner Aubad bzw. auf die Donaulände und retour. Das Ziel befand sich wiederum im Tullner Aubad. Im Rahmen des Bewerbes wurden auch schon österreichische Meisterschaften sowie Landesmeisterschaften (Erwachsene wie Kinder) ausgetragen. Der erste Tulln Triathlon fand am 5. Juni 2016 statt. Damals wurden die Bewerbe Sprintdistanz, olympische Distanz sowie Kids Aquathlon noch an einem Tag abgehalten.
2017 wurden hier die ersten Österreichischen Paratriathlon-Meisterschaften ausgetragen.

2018 wurde hier die Österreichische Triathlon-Staatsmeisterschaft auf der Sprintdistanz ausgetragen und die Veranstaltung zum beliebtesten Triathlon Österreichs auf der Sprint- und Kurzdistanz gewählt.
2020 sowie 2021 musste die Veranstaltung auf Grund der Covid-19-Pandemie abgesagt werden. Seither gab es hier kein Rennen mehr.

## Ergebnisse

### Sprintdistanz
750 Meter Schwimmen, 20 Kilometer Radfahren und 5 Kilometer Laufen
| Datum/Jahr   | Männer              | Männer          | Männer            | Frauen                  | Frauen             | Frauen             |
| Datum/Jahr   | Erster Platz        | Zweiter Platz   | Dritter Platz     | Erster Platz            | Zweiter Platz      | Dritter Platz      |
| ------------ | ------------------- | --------------- | ----------------- | ----------------------- | ------------------ | ------------------ |
| 2. Juni 2019 | Sebastian Cerny -2- | Dejan Popovic   | Andreas Kainz     | Tanja Stroschneider -3- | Katja Hufnagl      | Elke Innerebner    |
| 3. Juni 2018 | Stefan Schwaiger    | Patrick Rapp    | Gajo Buric        | Elke Innerebner         | Simone Mahler      | Nina Loschmidt     |
| 3. Juni 2018 | Lukas Gstaltner     | Philip Pertl    | Tjebbe Kaindl     | Magdalena Früh          | Beatrice Weiß      | Lena Baumgartner   |
| 4. Juni 2017 | Nikolaus Wihlidal   | Sebastian Cerny | Julian Holzmüller | Tanja Stroschneider -2- | Jacqueline Kallina | Ursula Kirchberger |
| 5. Juni 2016 | Sebastian Cerny     | Felix Ostendorf | Dejan Popovic     | Tanja Stroschneider     | Lena Pernold       | Sophie Schöppl     |

| Österreichische Triathlon-Staatsmeisterschaft auf der Sprintdistanz (ÖTRV) |

### Olympische Distanz
1500 Meter Schwimmen, 40 Kilometer Radfahren und 10 Kilometer Laufen

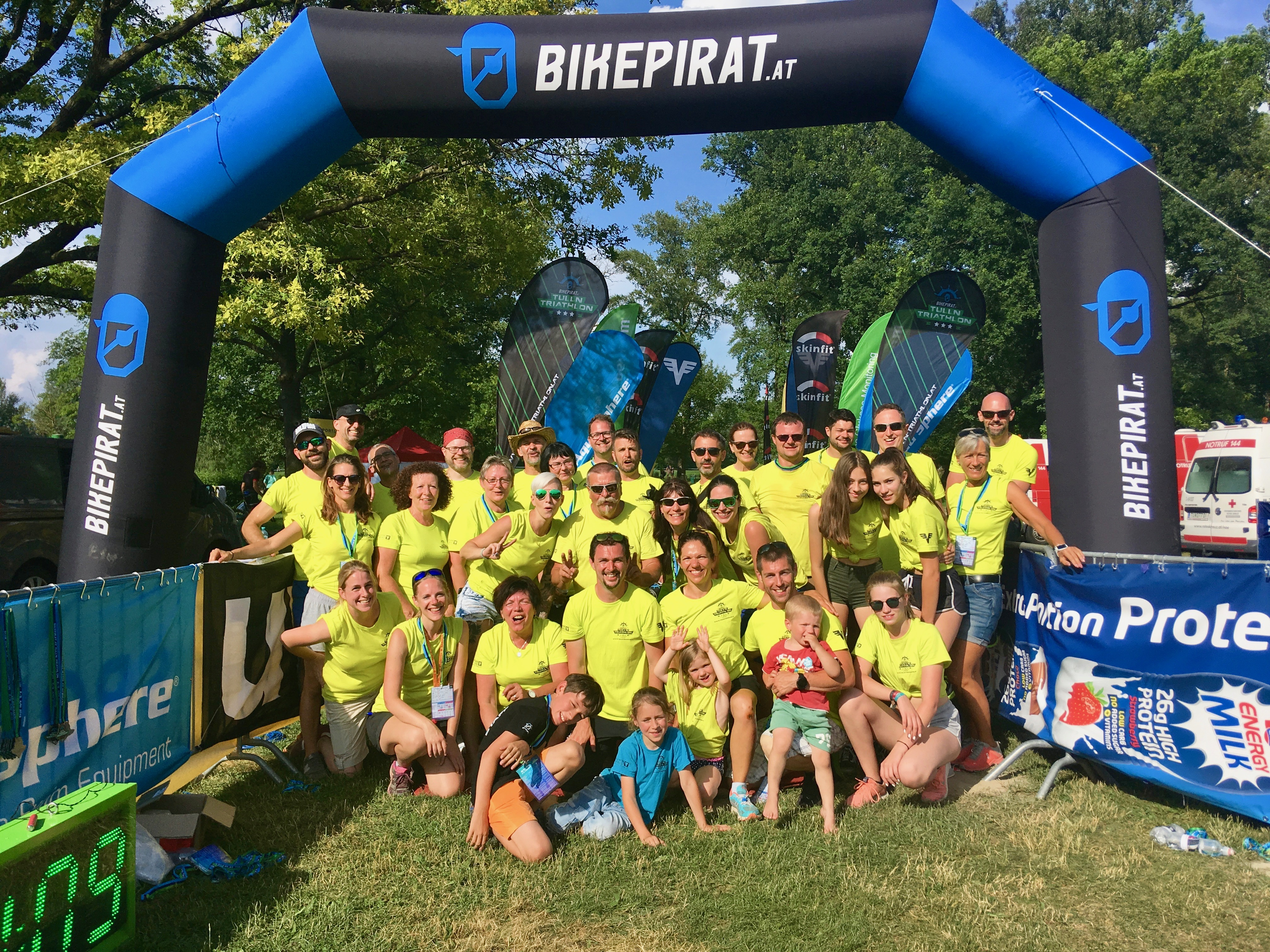
Veranstaltungsteam samt Helfer

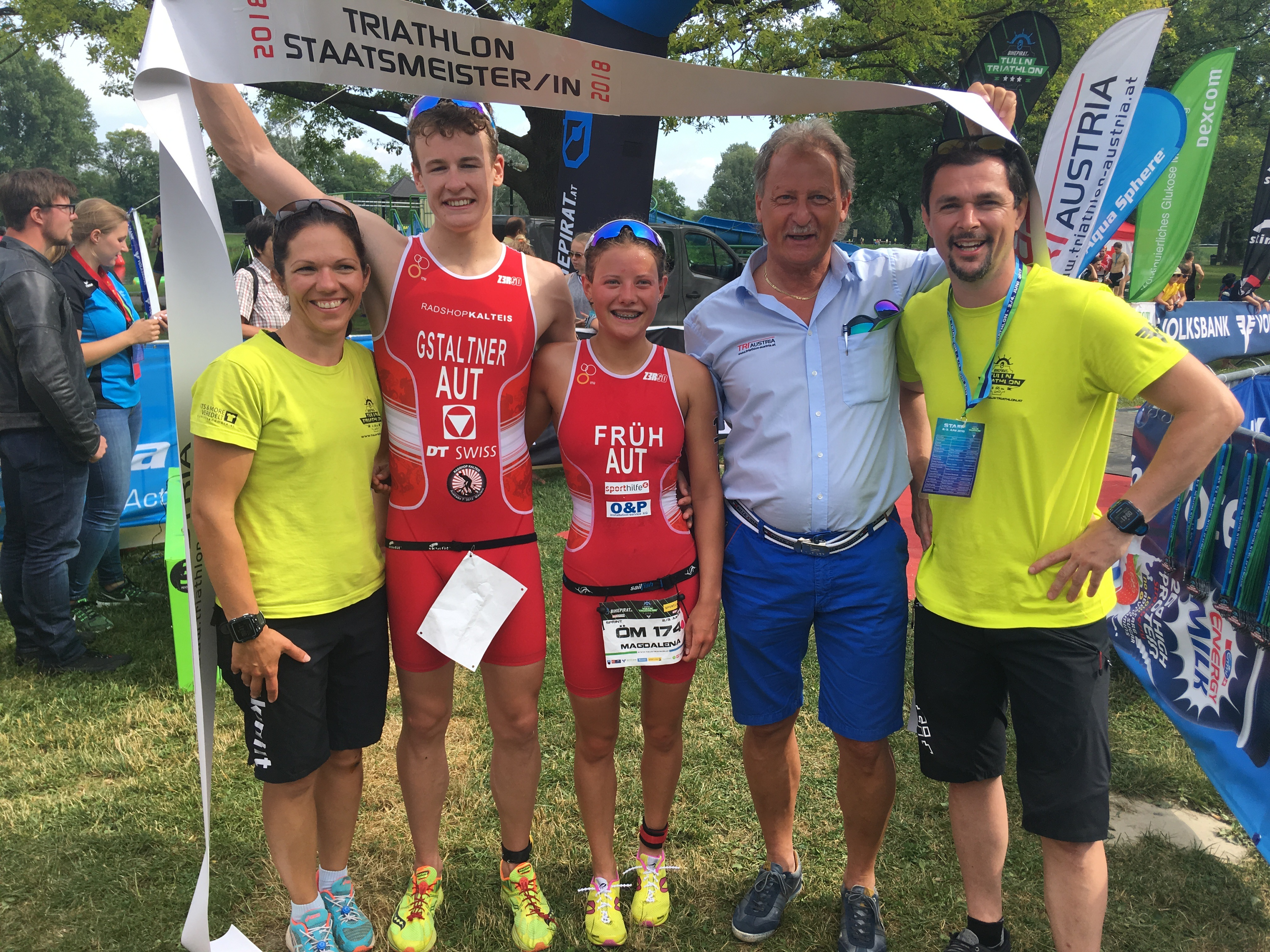
Kristian Zehetner (Organisation), Lukas Gstaltner (Staatsmeister 2018), Magdalena Früh (Staatsmeisterin 2018), Helmut Kaufmann (Vizepräsident ÖTRV), Patrick Schiel (Gesamtorganisation)

| Datum/Jahr   | Männer                 | Männer               | Männer             | Frauen           | Frauen              | Frauen              |
| Datum/Jahr   | Erster Platz           | Zweiter Platz        | Dritter Platz      | Erster Platz     | Zweiter Platz       | Dritter Platz       |
| ------------ | ---------------------- | -------------------- | ------------------ | ---------------- | ------------------- | ------------------- |
| 2. Juni 2019 | Christophe Sauseng -2- | Christoph Schatzmann | Christoph Ladits   | Julia Fedrizzi   | Ursula Kroyer       | Margit Teufelhart   |
| 3. Juni 2018 | Christophe Sauseng     | Klaus Carhaun        | David Hajduk       | Sylvia Gehnböck  | Sabine Pfarl        | Anja Jedynak        |
| 4. Juni 2017 | Stefan Schwaiger       | Christophe Sauseng   | Christoph Ladits   | Kamila Polak     | Victoria Schleinzer | Johanna Priglinger  |
| 5. Juni 2016 | Mark Capek             | Alexander Frühwirth  | Christophe Sauseng | Simone Fürnkranz | Jutta Wachter       | Victoria Schleinzer |